# Hen Jantzen
Hendrik Frans (Hen) Jantzen (De Bilt, 12 februari 1886 – Haarlem, 22 oktober 1967) was een Nederlands politicus.

## Levenloop
Jantzen werd geboren als zoon van Ferdinand Bernardus Marinus Jan Jantzen (1858-1951) en Helena Sophia Sonnenschein (1860-1932). In 1902 slaagde hij voor het examen voor leerling-machinist waarna hij toegelaten werd tot een opleiding bij de Technische Marinedienst. Ongeveer vier jaar later werd hij gedetacheerd in Nederlands-Indië. 
Rond 1909 verliet hij de marine maar keerde nog niet terug naar Nederland. Zo was hij als administrateur werkzaam bij een suikerfabriek in Cheribon (Java) en in 1926 werd hij verkozen in de Provinciale Raad van West-Java. Jantzen keerde in 1932 alsnog terug naar Nederland waar hij volontair werd bij de gemeente Zandvoort. 
Midden 1938 volgde zijn benoeming tot burgemeester van Westzaan. Met ingang van 22 februari 1944 werd hij ontslagen waarna Hendrik Vitters, de NSB-burgemeester van  Zaandam, tevens waarnemend burgemeester van Westzaan werd. Na de bevrijding keerde Jantzen terug in zijn oude functie. 
Hij ging in 1951 met pensioen en overleed in 1967 op 81-jarige leeftijd. 